# سيدني فروست
سيدني فروست (بالإنجليزية: Sydney Frost)‏ (21 يناير 1881 في أستراليا - 19 ديسمبر 1952 بملبورن في أستراليا) هو لاعب كريكت أسترالي. لعب مع فريق تسمانيا للكريكت.

## وصلات خارجية
- سيدني فروست على موقع إي آس بي آن كريك إنفو (الإنجليزية)